# 니세코이
《니세코이》(일본어: ニセコイ)는 일본의 러브 코미디 만화로, 작가는 코미 나오시이다. 단편이 《소년 점프 NEXT!》(슈에이샤) 2011년 겨울호에 게재된 후 《주간 소년 점프》(슈에이샤) 2011년 48호부터 2016년 36·37호까지 연재되었다. 2012년에 점프 코믹스에서 단행본으로 출판되었으며, 2016년 10월에 25권으로 완결되었다.(대한민국은 2017년 1월)

## 개요
남자 고등학생인 이치죠 라쿠(一条 楽)를 주인공으로, 고등학교를 무대로 한 러브 코미디 만화이다. 근래에 흔치 않은 본격적인 왕도의 작풍을 가지고 있다. 각 화를 셀 때에는 '제○화'를 사용한다. 각 화의 제목은 기본적으로 가타카나 네 문자로 통일되었다.
전 작 "더블 아츠"가 연재 종료한 이래 연재를 따내지 못 한 코미 나오시에게 담당 편집자가 러브 코미디를 권한 것이 이 작품이 태어나게 된 계기가 되었다. 초기구상에서는 등장인물들이 연애학교에서 강제적으로 커플이 되는 설정이었다. 구상단계에서 이미 세계관이 판타지로 계획되었다고 한다. 코미 나오시는 단편 "사랑의 신"으로 러브 코미디를 그린 적이 있으나 이를 주제로 연재하게 된 것은 처음이다.
기본은 1화로 완결되는 짜임새이지만, 복수의 회차로 이어지는 에피소드도 있다. 작 중의 시간은 조금씩 경과하고 있으며, 계절을 소재로 한 내용을 진행하기도 한다.

## 줄거리
10년 전, 이치죠 라쿠(一条 楽)(열쇠장인)는 한 명의 소녀와 만났다. 짧은 시간 동안 두 명은 어린 아이들임에도 애정이라는 감정이 싹트게 되었다. 그리고 소녀와의 작별의 시간, 소녀는 소년에게 '자프셰 인 러브(사랑을 영원히)'라는 말과 함께 자물쇠를 주었다. 소녀는 말했다. "언젠가 나중에 우리가 커서 다시 만나게 되면 이 '열쇠'로 그 안의 물건을 꺼낼 거야. 그러면― 결혼하자…!"라고. 자물쇠는 열리지 않고 시간은 지나 10년 후, 고등학생이 된 이치죠 라쿠는 전학생의 소녀, 키리사키 치토게(桐崎千棘)랑 만난다. 최악이었던 만남 후, 부모님의 "치토게랑 3년 동안, 연인 사이가 되어줘야겠다"라는 말씀에 경악. 이렇게 되어서 두 명의 가짜 사랑(ニセコイ) 생활이 시작됐다. 키라사키 치토게와의 교제 중 이치죠 라쿠는 '어쩌면, 키리사키 치토게가 '약속의 여자아이'가 아닐까?'라고 느끼게 되지만 이치쵸 라쿠의 같은 반의 여자아이, 오노데라 코사키(小野寺小咲)도 한 때 알았던 소년과 사이에서의 '약속의 열쇠'를 가지고 있어서 그녀는 그녀에게 있어 그는 '약속의 남자아이'일지도 모른다고 느끼게 된다.
자프셰 인 러브
원문에는 ザクシャ イン ラブ 즉 자크샤 인 러브 로 표현했으며, 이를 다르게 표현하면 zawsze in love 영원한 사랑(zawsze;영원한이라는 폴란드어) 을 나타냄. 폴란드어로 발음할 경우 자프셰.

## 등장인물
- 이치죠 라쿠

성우: 우치야마 코우키
본 작품의 주인공이다. 작품에 나오는 히로인 들의 사랑을 독차지하고 있으며 반 남자들에게 원망을 받는다. 야쿠자 조직인 슈에이파 두목의 외아들.
- 키리사키 치토게

성우: 토야마 나오
본 작품의 히로인이다. 힘이 세며 이치죠 라쿠와 조직간의 전쟁을 막으려고 가짜 연인 사이로 지내고 있다. 10년 전에 라쿠와 무언가 약속을 했다고 한다. 갱 조직 비하이브 보스의 딸. 어린시절 츠구미 세이시로에게 '츠구미'라는 성을 지어준다.
- 오노데라 코사키

성우: 하나자와 카나
본 작품의 히로인이다. 옛날부터 이치죠 라쿠와 친한 사이였으며 이치죠 라쿠와 10년 전에 모종의 약속을 한 인물. 요리는 장식 이외엔 엉망.
- 타치바나 마리카

성우: 아스미 카나
본 작품의 히로인이다. 마찬가지로 옛날부터 이치죠 라쿠와 아는사이였으며 화나면 본래의 성격과 사투리가 나올때도 있다. 역시 라쿠와 10년 전 무언가 약속을 한 인물. 경찰청장의 딸
- 츠구미 세이시로

성우: 코마츠 미카코
본 작품의 히로인이다. 옛날에 키리사키 치토게와 같이 지내는 사이였으며 이치죠 라쿠만 보면 대우가 달라진다. 갱 조직 비하이브의 히트맨. '블랙 타이거'라고도 불린다. 키리사키 치토게에게 충성을 다하고 경호를 맡는다.
- 오노데라 하루

성우: 사쿠라 아야네
오노데라 코사키의 여동생이다. 언니랑 다르게 요리 솜씨가 좋다. 이치죠 라쿠와 취향이 비슷하지만, 라쿠에 대한 인상이 좋지 않아 직접적으로 싫어하는 모습을 보인다. 하지만 13권 이후에는 라쿠를 좋아하게 된다.
- 카나쿠라 유이

성우: 호리에 유이
본 작품의 히로인이다. 라쿠의 소꿉친구로 중국 마피아인 차슈회의 보스. 라쿠네 반 담임이자 라쿠의 집에서 함께 지내게 된다. 약속의 열쇠를 갖고 있다.
- 마이코 슈

성우: 카지 유키
이치죠 라쿠의 오랜 소꿉친구이다. 항상 활발하며 밝은 성격의 보유자이다. 라쿠에게 여러모로 도움을 많이 준다.
- 미야모토 루리

성우: 우치야마 유미
오노데라 코사키의 친구이다. 공부를 잘한다. 오노데라 코사키와 이치죠 라쿠를 이어주려고 노력을 많이 한다. 초반에는 이치죠 라쿠와 키리사키 치토게가 진짜 연인이 아닌걸 의심한다.
- 폴라 맥코이

성우: 누마쿠라 마나미
갱 조직 비하이브의 히트맨이다. '화이트 팽'이라고 불린다. 츠구미 세이시로와 과거에 클로드에게 훈련을 받는다. 츠구미 세이시로와 함께 임무를 수행하기도 한다.
- 아야카지 스즈

성우: 코이와이 코토리
오노데라 하루의 친구이다. 후우(風)라고도 불린다.
- 키리사키 하나

성우: 토요구치 메구미
키리사키 치토케의 엄마다. 무섭다. 세계적인 기업인 플라워 코퍼레이션의 이사이다. 비하이브에서는 '마담 플라워'라고 불린다.
- 아덜트 키리사키 워그너

성우: 에바라 마사시
키리사키 치토게의 아버지이며 비하이브의 두목이다.
- 오노데라 나나코

성우: 오하라 사야카
오노데라 코사키와 오노데라 하루의 엄마다. 이치죠 라쿠와 오노데라 코사키를 이어주려는 면이 있다.
- 이치죠 잇세이

성우: 오가타 켄이치
이치죠 라쿠의 아버지이며 슈에이파의 두목이다.
- 타치바나 켄

성우: 타치키 후미히코
타치바나 마리카의 아버지이며 경찰 청장이다.
- 타치바나 치카: 타치바나 마리카의 어머니이며 타치비나가의 현 당주이다

- 클로드

성우: 코야스 타케히토
비하이브 갱의 간부이다. 키리사키 치토게의 경호를 맡는다. 츠구미 세이시로와 폴라 맥코이를 훈련시킨 본인. 츠구미 세이시로에게 '세이시로'라는 이름을 붙여줬고 현재까지 여자가 아닌 남자로 알고있다.
- 류

슈에이파의 간부이다.
- 혼다

본명은 혼다 요코. 타치바나 마리카의 비서 겸 경호원이다.
- 이에

차슈회의 간부이며 카나쿠라 유이의 경호를 맡는다. 생긴 것과 달리 라쿠보다 연상이다.

## 용어
펜던트
이치죠 라쿠가 십 년 전에 '약속의 여자아이'로부터 받은 자그마한 물건이 들어가는 목걸이. 약속의 여자아이가 '펜던트'라고 부른다. 십 년 전에 잠긴 상태로 전달 되었으며 내용물은 불명. 약속의 여자아이는 '열쇠'를 가지고 있다.
열쇠
이치죠 라쿠가 10년 전 약속의 여자아이와 나눈 자물쇠의 열쇠. 이 자물쇠와 열쇠는 10년전 여자아이가 보고 있던 책에 나오는 것에 기인한다. 이 소설에는 열쇠가 4개가 나오며, 현재 모두 발견하였다. 첫번째 열쇠는 오노데라, 두번째 열쇠는 치토게, 세번째 열쇠는 마리카, 네번째 열쇠는 유이 누나로 밝혀졌다. 최근에 진짜 열쇠의 주인이 오노데라 코사키인 것이 밝혀졌다.

## 라디오 드라마
점프 전문 정보 방송 '먼저 읽는 점BANG!(サキよみ ジャンBANG!)'에서 2012년 6월에 방송되다가 2012년 7월부터는 집영사의 보이스 코믹테이션 사이트 'VOMIC'에서 방송되었다. 성우 기용은 애니메이션과 다르다.

## 텔레비전 애니메이션
2014년 1월부터 마이니치 방송, TOKYO MX와 관동권 전국 독립 방송 협의회 전 국(局), TV 아이치, 닛폰BS방송 등에서 방송했다.
2014년 10월, 니세코이 2기 제작이 결정되었다.

### 스태프
- 원작 - 코미 나오시(古味 直志)（슈에이샤 '주간 소년 점프' 연재）
- 총 감독 - 신보 아키유키
- 감독 - 타츠와 나오유키(龍輪 直征)(1기)
- 치프 연출 - 미야모토 유키히로(宮本幸裕)(2기)
- 캐릭터 디자인·총작화 감독 - 스기야마 노부히로(杉山 延寛)
- 총 작화 감독 - 시오츠키 카즈야(潮月 一也)
- 시리즈 구성 - 아즈마 후야코(東冨 耶子), 신보 아키유키
- 캐릭터 디자인 - 스기야마 노부히로(杉山延寛)
- 미술 감독 - 나이토 켄(内藤 健)(1기~2기 2화, 5화~), 와타나베 유키히로(渡辺幸浩)(2기 3화, 4화)
- 미술 설정 - 오하라 시게히토(大原 盛仁)
- 색채 설정 - 타키자와 이즈미(滝沢 いづみ), 히비노 히토시(日比野 仁)(OVA 17권~2기), 와타나베 야스코(渡辺康子)(2기)
- 시각 효과 - 사카이 하지메(酒井 基)
- 배경 감독 - 에가미 레이(江上 怜)
- 편집 - 마츠하라 리에(松原 理恵)
- 음향 감독 - 카메야마 토시키(亀山 俊樹)
- 음악 슈퍼바이저 - 코사키 사토루（MONACA）
- 음악 - 치바 "나오튜-" 나오키(千葉"naotyu-"直樹)(1기 1화~6화), 이시하마 쇼(石濱 翔)（MONACA）(1기 1화~6화), 키쿠야 토모키(菊谷知樹)(1기 7화~2기)
- 음악 제작 - 애니플렉스
- 음악 프로듀서 - 야마우치 신지(山内 真治)
- 프로듀서 - 이와카미 아츠히로(岩上 敦宏), 쿠보타 미츠토시(久保田 光俊), 오키노 히로유키(興野 裕之), 마루야마 히로오(丸山 博雄)
- 어소시에이트 프로듀서 - 요도 아키코(淀 明子), 오시마 미쿠(大嶋 実句), 산조바 카즈마사(三條場 一正)[주 1], 하시모토 류(橋本 龍)
- 애니메이션 제작 - 샤프트
- 제작 - 애니플렉스, 샤프트, 슈에이샤, 마이니치 방송[주 2]
- 제작협력 - 소니 뮤직 엔터테인먼트, 부시로드(ブシロード), 무빅(ムービック)

### 주제곡
1기 1쿨 오프닝 테마 "CLICK" (1화 엔딩, 2화 - 15화)
작사·작곡·편곡 - kz / 노래 - ClariS
1기 2쿨 오프닝 테마 "STEP" (15화 엔딩, 16화 - 19화, 20화 생략)
작사·작곡·편곡 - kz / 노래 - ClariS]
1기 1쿨 엔딩 테마 "Heart Pattern" (2화 - 7화)
노래 - 키리사키 치토게(cv:토야마 나오)
1기 2쿨 엔딩 테마 "Recover Decoration" (8화 - 13화)
작사·작곡 - 와타나베 쇼 / 편곡 - Toshinori Moriya / 노래 - 오노데라 코사키(cv:하나자와 카나)
2기 오프닝 테마 "Rally Go Round" (1화 - 7화, 9화 - 12화)
작사 - LiSA, 후루야 신 / 작곡 - 진 / 편곡 - akkin / 노래 - LiSA
2기 메인 엔딩 테마 "애메 헤르츠(曖昧ヘルツ)" (1화, 3화, 6화, 9화, 12화)
작사·작곡 - 와타나베 쇼 / 편곡 - 시즈미 텟페이 / 노래 - 키리사키 치토게(cv:토야마 나오), 오노데라 코사키(cv:하나자와 카나), 츠구미 세이시로(cv: 코마츠 미카코), 타치바나 마리카(cv: 아스미 카나)

### 각 화 목록
- 부제풀이는 애니플러스의 표기를 따른다.

| 화수     | 부제 (번역)                                               | 각본            | 그림 콘티                    | 연출                          | 작화 감독 | 제공 백 일러스트             | 원작 화 (사용된 타이틀)         |
| 제1기    | 제1기                                                     | 제1기           | 제1기                        | 제1기                         | 제1기 | 제1기                        | 제1기                           |
| -------- | --------------------------------------------------------- | --------------- | ---------------------------- | ----------------------------- | --- | ---------------------------- | ------------------------------- |
| 제1화    | ヤクソク (약속)                                           | 나카모토 무네오 | 카와바타 타카시              | 카와바타 타카시               | 시오츠키 카즈야, 타카노 아키히사 타카오카 준이치, 나카야마 하츠에 | 고야마 히로카즈 (TYPE-MOON)  | 제1화 (제1화)                   |
| 제2화    | ソウグウ (조우)                                           | 나카모토 무네오 | 시오츠키 카즈야              | 타츠와 나오유키               | 시오츠키 카즈야, 시미즈 카츠히로 타케모토 다이스케 | 우에다 하지메                | 제2화 - 제4화 (제4화)           |
| 제3화    | ニタモノ (닮은 꼴)                                        | 키자와 유키토   | 카즈이 히로코                | 사사키 스미토                 | 오이시 미에, 오바타 켄 | 히무카이 유지                | 제5화, 제6화 (제6화)            |
| 제4화    | ホウモン (방문)                                           | 나카모토 무네오 | 타카오카 준이치              | 쿠보 타로                     | 이토 요시아키, 노미치 카요 시미즈 카츠히로 | 히카와 헤키루                | 제8화, 제9화 (제8화)            |
| 제5화    | スイエイ (수영)                                           | 키자와 유키토   | 타츠와 나오유키              | 히로타 코스케                 | 니시자와 신야, 나카모토 나오 오이시 에미 | 칸토쿠                       | 제10화, 제11화 (제10화)         |
| 제6화    | カシカリ (보답)                                           | 오시마 미쿠     | 시오츠키 카즈야              | 오하시 카즈키                 | 코지마 에미, 이치노세 유리 타케모토 다이스케, 나카야마 하츠에 | 아보시마코                   | 제12화 - 제14화 (제14화)        |
| 제7화    | ライバル (라이벌)                                         | 나카모토 무네오 | 아베 노리유키                | 미야모토 유키히로             | 이토 요시아키, 시미즈 카츠히로 노구치 타카유키, 노미치 카요 카지우라 신이치로                                                                                            | ROBICO                       | 제15화 - 제17화 (제15화)        |
| 제8화    | シアワセ (행복)                                           | 키자와 유키토   | 사토 미츠토시                | 쿠보야마 에이이치             | 우치하라 시게루, 마사키 유타 | 마고마고                     | 제18화, 제20화, 제21화 (제18화) |
| 제9화    | オンセン (온천)                                           | 오시마 미쿠     | 아베 노리유키                | 미야하라 슈지                 | 이토 요시아키, 타카노 아키히사 시미즈 카츠히로, 타케모토 다이스케 카와시마 쿠미코, 츠키야마 쇼타                                                                         | 나모리                       | 제21화 - 제23화 (제22화)        |
| 제10화   | クジビキ (제비뽑기)                                       | 나카모토 무네오 | 요코야마 아키토시            | 사사키 스미토                 | 아이자와 시유스케, 오이시 미에 이와타 사치코, 토쿠쿠라 에이이치 | 요시다 아키히코              | 제24화, 제25화 (제24화)         |
| 제11화   | オイワイ (축하)                                           | 키자와 유키토   | 카나사키 타카오미            | 히로타 코스케                 | 이토 요시아키, 타카노 아키히사 시미즈 카츠스케, 카와시마 쿠미코 노미치 카요, 코노 코이치로                                                                               | 아마카라 스루메              | 제27화, 제28화 (제28화)         |
| 제12화   | カクニン (확인)                                           | 오시마 미쿠     | 타다 타카히로                | 타츠와 나오유키               | 아베 토모유키, 나카야마 하츠에 타케모토 다이스케, 노미치 카요 | 미즈타마코                   | 제29화 - 제31화 (제29화)        |
| 제13화   | ホウカゴ (방과 후)                                        | 나카모토 무네오 | 노무라 히데토시              | 쿠보 타로                     | 나베시마 에리나, 카와시마 쿠미코 하기와라 쇼치, 미야지마 히토시 야마자키 카츠유키, 마에다 요시히로 사토 토시유키                                                         | 포요용♥롯쿠(와타나베 아키오) | 제31화, 제32화 (제31화)         |
| 제14화   | シュラバ (아수라장)                                       | 키자와 유키토   | 이나가키 타카유키            | 에조에 히토미                 | 이토 요시아키, 시미즈 카츠히로 카지우라 신이치로, 노구치 타카유키 혼다 에미, 시가 미치노리                                                                               | 아오키 우메                  | 제33화 - 제35화 (제33화)        |
| 제15화   | サンボン (세 개)                                          | 오시마 미쿠     | 후지사와 토시유키            | 오하시 카즈키                 | 타케모토 다이스케, 카와시마 쿠미코 아라이 히로토시, 미와 유키히코 이치노세 유리, 카지우라 신이치로                                                                       | 키시다 메루                  | 제36화, 제37화 (제36화)         |
| 제16화   | タイフウ (태풍)                                           | 키자와 유키토   | 카나사키 타카오미            | 히로타 코스케                 | 아이자와 시유스케, 이와타 사치코 토쿠쿠라 에이이치, 츠쿠마 켄토쿠 타네무라 아야타카                                                                                      | 쿠로보시 코하쿠              | 제38화, 제39화 (제39화)         |
| 제17화   | エンニチ (축제)                                           | 키자와 유키토   | 타츠와 나오유키              | 타츠와 나오유키               | 이토 요시아키, 타케모토 다이스케 나카모토 나오, 노미치 카요 시미즈 카츠히로, 나카야마 하츠에                                                                             | toi8                         | 제42화, 제43화 (제42화)         |
| 제18화   | ウミベデ (해변에서)                                       | 오시마 미쿠     | 쿠보야마 에이이치            | 쿠보 타로                     | 카와시마 쿠미코, 아라이 히로토시 하기와라 쇼치, 나베시마 에리나 미와 유키히코                                                                                            | 야부키 켄타로                | 제44화, 제45화 (제44화)         |
| 제19화   | エンゲキ (연극)                                           | 나카모토 무네오 | 후지사와 토시유키            | 오하시 카즈키 히로타 코스케   | 코노 에미, 아라이 히로토시 카와시마 쿠미코, 시미즈 카츠히로 나카야마 하츠에, 노미치 카요 오이시 미에, 니노미야 타케시 마츠우라 리키, 아라가키 카즈나리 이와사키 다이스케 | KEI                          | 제46화 - 제48화 (제46화)        |
| 제20화   | ホンバン (본 공연)                                        | 나카모토 무네오 | 요코야마 아키토시            | 타츠와 나오유키               | 이토 요시아키, 야노 아카네 카지우라 신이치로, 노구치 타카유키 | 코미 나오시                  | 제49화, 제50화 (제49화)         |
| OVA 14권 | フンシツ (분실)ミコサン (무녀)                            | 오시마 미쿠     | 요코야마 아키토시            | 히로타 코스케 타츠와 나오유키 | 야노 아카네, 노구치 타카유키 아라이 히로토시, 카와시마 쿠미코 시미즈 카츠히로                                                                                            | -                            | 제58화, 제64화                  |
| OVA 16권 | オシゴト (아르바이트)ヘンボウ (변모)                      | 오시마 미쿠     | 타츠와 나오유키              | 타츠와 나오유키 히로타 코스케 | 야노 아카네, 시미즈 카츠히로 이와모토 리나, 미야와키 사쿠야 나카야마 하츠에, 타케모토 다이스케 노구치 타카유키                                                           | -                            | 제71화, 제65화                  |
| OVA 17권 | セントウ (대중목욕탕)サービス (서비스)                    | 오시마 미쿠     | 카와바타 타카시              | 타츠와 나오유키               | 마츠우라 리키, 코자카이 요시오 아라가키 카즈나리, 오카지 히로유키 츠키야마 쇼타                                                                                          | -                            |                                 |
| 제2기    |                                                           |                 |                              |                               | |                              |                                 |
| 제1화    | コレカラ (이제부터)キズイテ (눈치채 줘)                   | 오오시마 미쿠   | 요코야마 아키토시            | 미야모토 유키히로             | 오오카지 히로유키, 츠키야마 쇼타 타케모토 다이스케, 타카노 아키히사 | 시즈                         | 제51화, 제57화                  |
| 제2화    | インネン (악연)ショウブ (승부)                            | 오오시마 미쿠   | 오카다 켄지로                | 오카다 켄지로                 | 야노 아카네, 시미즈 카츠유키 스기후지 사유리, 우시지마 노조미 | 카와이 마코토                | 제54화, 제55화                  |
| 제3화    | ヒツヨウ (필요)                                           | 나카모토 무네오 | 카즈이 히로코                | 히로타 코스케                 | 오다 타에코, 토쿠라 에이이치 아카오 료타로, 와니부치 카즈히코 요시무라 히로유키                                                                                          | pomodorosa                   | 제59화, 제60화                  |
| 제4화    | ハハオヤ (어머니)                                         | 나카모토 무네오 | 카나사키 타카오미            | 쿠보 타로                     | 노미치 카요, 카지우라 신이치로 사이토 카즈야, 사쿠라이 츠카사 | 미조구치 케이지              | 제61화-제63화                   |
| 제5화    | オシエテ (가르쳐 줘)ラクサマ (라쿠 님)                    | 키자와 유키토   | 카와바타 타카시              | 요시자와 미도리               | 나가요시 타카시, 이치노 마리아 토쿠라 에이이치, 요시오카 토시유키 | 타쿠                         | 제56화, 제104화                 |
| 제6화    | オイシイ (맛있어)                                         | 오오시마 미쿠   | 후지사와 토시유키            | 에조에 히토미                 | 아라이 히로토시, 나카야마 하츠에 카와시마 쿠미코, 이노우에 미카 미야지마 히토시                                                                                          | 나카무라 히카루              | 제67화-제69화                   |
| 제7화    | イモウト (여동생)                                         | 나카모토 무네오 | 카나사키 타카오미            | 오오하시 카즈키               | 야노 아카네, 타케모토 다이스케 스기후지 사유리, 츠키야마 쇼타 | 오오쿠보 아츠시              | 제75화, 제76화                  |
| 제8화    | マジカルパティシエ小咲ちゃん!! (매지컬 파티시에 코사키!!) | 오오시마 미쿠   | 야세 유키                    | 야세 유키                     | 오오카지 히로유키 요코타 타쿠미 | 츠츠이 타이시                |                                 |
| 제8화    | ハタラケ (일이나 해)                                      | 오오시마 미쿠   | 야세 유키                    | 야세 유키                     | 우시지마 노조미, 시미즈 카츠유키 미야지마 히토시 | 츠츠이 타이시                | 제77화                          |
| 제9화    | オソウジ (청소)オミマウ (문병)                            | 키자와 유키토   | 후지사와 토시유키            | 히로타 코스케                 | 노미치 카요, 츠키야마 쇼타 카지우라 신이치로, 김영식 | 킨다이치 렌주로              | 제82화, 제86화                  |
| 제10화   | オウエン (응원)                                           | 키자와 유키토   | 카즈이 히로코                | 요시자와 미도리               | 토쿠라 에이이치, 오다 타에코 이와타 유키코, 요시무라 히로유키 | 하나바나 츠보미              | 제83화-제85화                   |
| 제11화   | ヤセタイ (빼고 싶어)                                      | 오오시마 미쿠   | 오오타니 하지메              | 오카다 켄지로                 | 타니구치 시게노리, 임진욱 | 네코우메                     | 제93화, 제98화                  |
| 제11화   | オハヨウ 아침 인사                                        | 오오시마 미쿠   | 오오타니 하지메              | 오카다 켄지로                 | 야노 아카네 | 네코우메                     | 제93화, 제98화                  |
| 제12화   | ソウサク (수색)オタメシ (시험 삼아)                       | 키자와 유키토   | 오카다 켄지로, 카즈이 히로코 | 오오타니 하지메               | 노미치 카요, 이와모토 리나 타케모토 다이스케, 오오카지 히로유키 요코타 타쿠미, 야노 아카네 스기후지 사유리, 시미즈 카츠유키 츠키야마 쇼타                                | 코미 나오시                  | 제100화, 제106화                |
| OVA 21권 | シンコン (신혼)                                           | 오오시마 미쿠   | 야세 유키                    | 미야모토 유키히로             | 야노 아카네 |                              |                                 |
| OVA 21권 | マジカルパティシエ小咲ちゃん!! (매지컬 파티시에 코사키!!) | 오오시마 미쿠   | 야세 유키                    | 야세 유키                     | 타카노 아키히사, 후지모토 마유 |                              |                                 |

### 방송국
| 방송지역   | 방송국                | 방송기간                   | 방송일시         | 방송계열              | 비고            |
| ---------- | --------------------- | -------------------------- | ---------------- | --------------------- | --------------- |
| 도쿄도     | TOKYO MX              | 2014년 1월 11일 - 5월 24일 | 토 23:30 - 24:00 | 전국 독립 방송 협의회 | E!TV            |
| 도치기현   | TV 도치기             | 2014년 1월 11일 - 5월 24일 | 토 23:30 - 24:00 | 전국 독립 방송 협의회 |                 |
| 군마현     | TV 군마               | 2014년 1월 11일 - 5월 24일 | 토 23:30 - 24:00 | 전국 독립 방송 협의회 |                 |
| 가나가와현 | TV 가나가와           | 2014년 1월 12일 -          | 일 00:00 - 00:30 | 전국 독립 방송 협의회 |                 |
| 지바현     | TV 지바               | 2014년 1월 12일 -          | 일 00:30 - 01:00 | 전국 독립 방송 협의회 |                 |
| 사이타마현 | TV 사이타마           | 2014년 1월 12일 -          | 일 00:30 - 01:00 | 전국 독립 방송 협의회 |                 |
| 아이치현   | TV 아이치             | 2014년 1월 12일 -          | 일 01:50 - 02:20 | TV 도쿄 계열          |                 |
| 긴키지방   | 마이니치 방송         | 2014년 1월 12일 -          | 일 02:28 - 02:58 | 재팬 뉴스 네트워크    | 제작국 자막방송 |
| 일본 전역  | GyaO!                 | 2014년 1월 12일 -          | 일 12:00 - 12:30 | 인터넷 방송           |                 |
| 일본 전역  | 니코니코 생방송       | 2014년 1월 13일 -          | 월 23:30 - 24:00 | 인터넷 방송           |                 |
| 일본 전역  | 니코니코 채널         | 2014년 1월 14일 -          | 화 00:00 - 00:30 | 인터넷 방송           |                 |
| 후쿠오카현 | TVQ 규슈 방송         | 2014년 1월 15일 -          | 수 02:35 - 03:05 | TV 도쿄 계열          |                 |
| 일본 전역  | 반다이 채널           | 2014년 1월 15일 -          | 수 12:00 - 12:30 | 인터넷 방송           |                 |
| 일본 전역  | 플레이스테이션 스토어 | 2014년 1월 15일 -          | 수요일 갱신      | 인터넷 방송           |                 |
| 홋카이도   | TV 홋카이도           | 2014년 1월 16일 -          | 목 02:05 - 02:35 | TV 도쿄 계열          |                 |
| 일본 전역  | 닛폰BS방송            | 2014년 1월 18일 -          | 토 23:30 - 24:00 | 닛폰BS방송            | "ANIME+"        |
| 대한민국   | 애니플러스            | 2014년 1월 14일 - 5월 27일 | 화               | 애니플러스            | 한·일 동시방영  |

### CD
본명 앤서(本命アンサー)（SVWC-7969）
2013년 12월 18일에 애니플렉스로부터 발매. 키리사키 치토게와 오노데라 코사키의 캐릭터 송 '본명 앤서'와 미니드라마를 수록하고 있다.

## 기획
인기투표
연재 1주년을 기념한 "주간 소년 점프" 2012년 29호에서 개시됐다. 투표결과는 2013년 9호에서 센터컬러와 함께 발표 되었다.
현재 연재 2주년을 기념해 2번째의 인기투표가 개시되고 있다.
오늘의 오노데라씨(今日の小野寺さん)
오노데라 코사키의 피규어를 주인공으로 한 스핀오프 기획. "주간 소년 점프" 공식사이트에서 공개되고 있다. 어쩌다 2차원에서 3차원으로 넘어가버린 오노데라 코사키가 여러 장소를 모험한다.
니세큐!!(ニセキュー!!)
같은 잡지에서 연재되고 있는 하이큐!!(ハイキュー!!)과의 협업. "주간 소년 점프" 2013년 6·7합병호에 게재되었다. 니세코이의 인물들과 하이큐!!의 인물들이 해변에서 배구를 한다는 내용.
오레코이!!(俺コイ!!)
"별책 마가렛"(집영사發)에서 게재되고 있는 "내 이야기!!"과의 협업. 남주인공들의 보이즈 사이드가 "주간 소년 점프" 2013년 40호에, 여주인공들의 걸즈 사이드가 "별책 마가렛" 2013년 10월호에 게재되었다.
이치오츠(イチオシ)
애니메이션 공식 사이트에서 개시되고 있는 인터넷과 점포의 연동기획. 관련투표를 통해 각 인물들이 CM으로 광고할 지역이나 점포를 정하고 있다.
마지코레!!(マジコレ!!)
니세코이의 스마트폰 응용 프로그램. 2014년 1월에 코나미에서 발매했다.

## 사회적 평가
연재에 앞서 주간 소년 점프의 증간호, "소년 점프 NEXT!" 2011년 겨울호에 게재된 단편은 "하이큐!!"등의 동시게재작품을 누르는 등 높은 평가를 받고 후에 연재로 이어졌다.
연재 초에 "거울 나라의 하리 츠마카와(鏡の国の針栖川)"(2011년 31호 - 2012년 10호), "파자마스러운 그녀(パジャマな彼女。)"(2012년 13호 - 40호), "사랑에 물든 붉은 잎(恋染紅葉)"(2012년 23호 - 51호)등의 주간 소년 점프에 라이벌의 러브 코미디가 복수 게재되어 "러브 코미디 전국시대"라고 불렸던 점프 연재 중단의 위험시기를 1년의 시간을 넘어 극복한 것은 본 작품뿐이었다.
2014년 6·7합병호에서는 본 편이 전부 컬러페이지로 게재되었다.

### 발행 부수
2013년 6월을 기점으로 누계발행부수 200만부를 돌파했다.
첫 소설화인 "니세코이1 우라바나(ニセコイ1 ウラバナ)"는 2013년 6월 17일쯤 오리콘 책 "랭킹BOOK(총합)" 부문에서 "하이큐!!"의 다음인 2위에 올랐다. 단행본 8권은 2013년 9월 16일의 오리콘의 책 랭킹코믹스 부문에서 시리즈사상 최고의 주간 5위에 올랐다.
2013년 연간 오리콘 차트에서 30위를 기록했다.
단행본 12권 시점에서의 누계 발행 부수는 500만부를 돌파했다. 단행본 23권이 나왔을 때는 1000만부를 돌파했다. 연재 종료 후인 2018년 4월에는 코믹스 시리즈 누계 1200만부를 돌파했다.

## 단편
"소년 점프 NEXT!" 2011년 겨울호에 게재됐다. 과거의 인물설정 등은 연재판과 대부분이 비슷하지만 이치죠 라쿠와 키리사키 치토게가 소꿉친구라는 사실 등이 크게 다르다. 이 단편작품에서는 라쿠와 치토게의 러브 코미디를 주제로 하기 위해서 오노데라 코사키와 그 외의 연재판 등장인물들은 잘 등장하지 않는다.

## 담당 편집자
- 사이토 유(齊藤優) - 니세코이 연재 이전부터 현재까지 코미 나오시의 담당을 하고 있다[2].

## 서적 정보

### 만화 본편
출판:  점프 코믹스(슈에이샤),  학산코믹스(학산문화사)
| 권수 | 제목                                                                         | 일본            | 일본                   | 대한민국         | 대한민국               |
| 권수 | 제목                                                                         | 출판일          | ISBN                   | 출판일           | ISBN                   |
| ---- | ---------------------------------------------------------------------------- | --------------- | ---------------------- | ---------------- | ---------------------- |
| 1    | ニセコイ - ヤクソク 니세코이 - 우리는 위장 연애 중! 약속                     | 2012년 5월 7일  | ISBN 978-4-08-870454-8 | 2013년 6월 25일  | ISBN 978-89-6831-008-9 |
| 2    | ニセコイ - ザクシャ イン ラブ 니세코이 - 우리는 위장 연애 중! 자프세 인 러브 | 2012년 7월 9일  | ISBN 978-4-08-870470-8 | 2013년 7월 29일  | ISBN 978-89-6831-010-2 |
| 3    | ニセコイ - ヨビカタ 니세코이 - 우리는 위장 연애 중! 호칭                     | 2012년 8월 8일  | ISBN 978-4-08-870503-3 | 2013년 8월 29일  | ISBN 978-89-6831-011-9 |
| 4    | ニセコイ - カクニン 니세코이 - 우리는 위장 연애 중! 확인                     | 2012년 11월 7일 | ISBN 978-4-08-870538-5 | 2013년 10월 18일 | ISBN 978-89-6831-685-2 |
| 5    | ニセコイ - タイフウ 니세코이 - 우리는 위장 연애 중! 태풍                     | 2013년 1월 9일  | ISBN 978-4-08-870602-3 | 2013년 11월 26일 | ISBN 978-89-6831-887-0 |
| 6    | ニセコイ - ホンバン 니세코이 - 우리는 위장 연애 중! 본 공연                  | 2013년 3월 9일  | ISBN 978-4-08-870630-6 | 2014년 3월 6일   | ISBN 979-11-5597-016-4 |
| 7    | ニセコイ - キッカケ 니세코이 - 우리는 위장 연애 중! 계기                     | 2013년 6월 9일  | ISBN 978-4-08-870665-8 | 2014년 4월 18일  | ISBN 979-11-5597-017-1 |
| 8    | ニセコイ - ギリギリ 니세코이 - 우리는 위장 연애 중! 아슬아슬                 | 2013년 9얼 9일  | ISBN 978-4-08-870805-8 | 2014년 6월 26일  | ISBN 979-11-5597-424-7 |
| 9    | ニセコイ - カミカゼ 니세코이 - 우리는 위장 연애 중! 특공대                   | 2013년 11월 6일 | ISBN 978-4-08-870838-6 | 2014년 7월 25일  | ISBN 979-11-5597-425-4 |
| 10   | ニセコイ - スキナコ 니세코이 - 우리는 위장 연애 중! 좋아하는 아이            | 2014년 1월 9일  | ISBN 978-4-08-870890-4 | 2014년 8월 25일  | ISBN 979-11-5597-794-1 |
| 11   | ニセコイ - ハナタバ 니세코이 - 우리는 위장 연애 중! 꽃다발                   | 2014년 3월 9일  | ISBN 978-4-08-880026-4 | 2014년 10월 17일 | ISBN 979-11-2560-072-5 |
| 12   | ニセコイ - オマツリ 니세코이 - 우리는 위장 연애 중! 축제                     | 2014년 5월 7일  | ISBN 978-4-08-880058-5 | 2015년 4월 9일   | ISBN 979-11-2560-073-2 |
| 13   | ニセコイ - アンシン 니세코이 - 우리는 위장 연애 중! 안심                     | 2014년 8월 9일  | ISBN 978-4-08-880152-0 | 2015년 5월 8일   | ISBN 979-11-2560-212-5 |
| 14   | ニセコイ - ネエサン 니세코이 - 우리는 위장 연애 중! 꽃다발                   | 2014년 10월 8일 | ISBN 978-4-08-880192-6 | 2015년 6월 29일  | ISBN 979-11-2560-426-6 |
| 15   | ニセコイ - ミスコン 니세코이 - 우리는 위장 연애 중! 미스 콘테스트            | 2014년 12월 9일 | ISBN 978-4-08-880222-0 | 2015년 7월 28일  | ISBN 979-11-256-3619-9 |
| 16   | ニセコイ - ソックリ 니세코이 - 우리는 위장 연애 중! 판박이                   | 2015년 2월 9일  | ISBN 978-4-08-880303-6 | 2015년 8월 24일  | ISBN 979-11-256-3603-8 |
| 17   | ニセコイ - オジョウ 니세코이 - 우리는 위장 연애 중! 아가씨                   | 2015년 4월 8일  | ISBN 978-4-08-880330-2 | 2015년 9월 22일  | ISBN 979-11-256-4299-2 |
| 18   | ニセコイ - イチゲキ 니세코이 - 우리는 위장 연애 중! 일격                     | 2015년 6월 9일  | ISBN 978-4-08-880366-1 | 2015년 10월 29일 | ISBN 979-11-256-4420-0 |
| 19   | ニセコイ - センタク 니세코이 - 우리는 위장 연애 중! 선택                     | 2015년 8월 9일  | ISBN 978-4-08-880446-0 | 2015년 11월 26일 | ISBN 979-11-256-4421-7 |
| 20   | ニセコイ - メイレイ 니세코이 - 우리는 위장 연애 중! 명령                     | 2015년 11월 9일 | ISBN 978-4-08-880483-5 | 2016년 2월 26일  | ISBN 979-11-256-4626-6 |
| 21   | ニセコイ - マリーへ 니세코이 - 우리는 위장 연애 중! 마리에게                 | 2016년 1월 9일  | ISBN 978-4-08-880580-1 | 2016년 4월 22일  | ISBN 979-11-256-5350-9 |
| 22   | ニセコイ - マンナカ 니세코이 - 우리는 위장 연애 중! 한가운데                 | 2016년 4월 9일  | ISBN 978-4-08-880650-1 | 2016년 6월 27일  | ISBN 979-11-256-5811-5 |
| 23   | ニセコイ - イツカハ 니세코이 - 우리는 위장 연애 중! 언제가는                 | 2016년 6월 8일  | ISBN 978-4-08-880717-1 | 2016년 8월 17일  | ISBN 979-11-256-5911-2 |
| 24   | ニセコイ - ホシフルヨルニ 니세코이 - 우리는 위장 연애 중! 별이 내리는 밤에   | 2016년 8월 9일  | ISBN 978-4-08-880749-2 | 2016년 10월 17일 | ISBN 979-11-256-6111-5 |
| 25   | ニセコイ - ニセコイ 니세코이 - 우리는 위장 연애 중! 니세코이                 | 2016년 10월 4일 | ISBN 978-4-08-880749-2 | 2017년 1월 5일   | ISBN 979-11-256-6820-6 |

### 소설
- 슈에이샤
  1. 니세코이 우라바나1 (2013년 6월 4일, 발매 ISBN 978-4-08-703292-5)
  2. 니세코이 우라바나2 (2013년 12월 28일 발매, ISBN 978-4-08-703307-6)
  3. 니세코이 우라바나3 (2015년 4월 3일 발매, ISBN 978-4-08-703355-7)

## 실사 영화
2018년 12월 21일에 개봉되었다. 나카지마 켄토가 이치조 라쿠 역, 나카조 아야미가 키리사키 치토게 역을 맡았고, 감독은 카와이 하야토이다.

### 내용주
1. ↑  읽는 법 인명 한자 자전 보관됨 2013-10-10 - 웨이백 머신
2. ↑  마이니치 방송은 오프닝 크레딧에 표기되지 않는 방송국이다. 또 한, 판권화의 크레딧에는 'MBS'라고 표기된다.
3. ↑  "니세코이"의 애니메이션 방영을 기념하기 위해, 부재였던 본 항목이 작성되게 되었다. 본 항목의 역사를 참조 바람.

### 참조주
1. ↑  “점프 코믹스 "니세코이" 제2권 발매”. 마이네비(マイナビ). 2012년 7월 4일. 2013년 9월 27일에 원본 문서에서 보존된 문서. 2014년 1월 13일에 확인함.
2. 1 2 3  “만화 질문의 장: "니세코이" 본격적인 왕도의 러브 코미디, 애니메이션은 샤프트와 신보 아키유키가!”. 코믹나타리(コミックナタリー). 2014년 1월 13일에 확인함.
3. ↑  “점프 코믹스 최신간 발매 기념! 격렬 따끈캠페인(アツキャンペーン) 개최 중!!”. 《주간 소년 점프 공식 사이트》. 집영사. 2013년 10월 12일에 원본 문서에서 보존된 문서. 2014년 1월 13일에 확인함.
4. ↑  “1월 신방송 "니세코이" 오프닝 테마는 ClariS의 새로운 싱글앨범 'CLICK'으로 결정! 작사작곡은 라이브튠의 kz씨”. 애니메이트 TV. 2013년 12월 12일에 원본 문서에서 보존된 문서. 2014년 1월 13일에 확인함.
5. ↑  “"니세코이"와 "하이큐!"의 콜라보만화, 점프에”. 2014년 1월 13일에 확인함.
6. ↑  “"니세코이"와 "내 이야기!!"가 협엽, 점프와 별책 마가렛에 게재”. 2013년 8월 28일에 원본 문서에서 보존된 문서. 2014년 1월 13일에 확인함.
7. ↑  “이번 겨울, 이 만화들로 따뜻하게! 지금 불타오르는 러브 코미디 만화 10선”. 2012년 12월 28일. 2014년 1월 13일에 확인함.
8. ↑  코믹 중판대로부터
9. ↑  “두 점프 작품의 소설화 호평, "하이큐!!"와 "니세코이"가 가지고 싶어.”. 나리나리 닷컴(ナリナリドットコム). 2013년 6월 13일. 2013년 12월 6일에 원본 문서에서 보존된 문서. 2014년 1월 13일에 확인함.
10. ↑  “【오리콘】 "진격의 거인" 시리즈 누계 2000만 부 돌파. 역대 7작째.”. ORICON STYLE. 2013년 9월 12일. 2014년 1월 13일에 확인함.
11. ↑  둘 다 코믹 띠에서
12. ↑  “「ハイキュー!!」他ジャンプ注目5作品のキャンペーン開催!”. eiga.com. 2018년 10월 13일에 확인함.